# Future's Gone Tomorrow, Life Is Here Today
Future's Gone Tomorrow, Life Is Here Today är ett musikalbum av Bosson, släppt 2007.

## Låtlista
1. Simple man wishing (03:39)
2. Believe in love (03:25)
3. You (03:35)
4. What if I (04:10)
5. I Can Feel Love (03:06)
6. Walking (04:10)
7. Rain in December (04:17)
8. Love this life (04:31)
9. Thinking about you (04:21)
10. Sin-Cinderella (04:38)
11. Summer with you (03:51)
12. What a day (03:34)
13. Bonustrack - Live forever (03:08)
14. Bonustrack - You (soft version) (03:54)